# Caladeniinae
Caladeniinae, podtribus orhideja, dio tribusa Diurideae. Postoji nekoliko rodova, a tipični je Caladenia koji je sa svojih 303 vrsta raširen od Jave do Australije, Novog Zelanda i Nove Kaledonije
Opisan je u Entwurf einer naturlichen Anordnung der Orchideen 97. 1887.

## Rodovi
1. Aporostylis Rupp & Hatch (1 sp.)
2. Adenochilus Hook.f. (2 spp.)
3. Eriochilus R.Br. (14 spp.)
4. Leptoceras (R.Br.) Lindl. (1 sp.)
5. Praecoxanthus Hopper & A.P.Br. (1 sp.)
6. Elythranthera (Lindl.) A.S.George (2 spp.)
7. Pheladenia D.L.Jones & M.A.Clem. (1 sp.)
8. Caladenia R.Br. (303 spp.)